# Philippe de La Mothe-Houdancourt
Philippe, comte de la Mothe-Houdancourt (né en 1605 - mort le 24 mars 1657), duc de Cardone et du Fayel, est un gentilhomme et militaire français du XVIIe siècle. Pair de France, il est maréchal de France pendant la guerre de Trente Ans.

## Biographie

### Famille
Philippe de la Mothe-Houdancourt est l'un des 12 enfants de Philippe (1558-1652), seigneur de La Mothe-Houdancourt, de Sacy et de Rucoin, et de sa troisième femme, Louise Charles du Plessis-Picquet, fille d'Antoine, seigneur du Plessis-Picquet, qu'il épouse le 14 février 1594. Il est apparenté au cardinal de Richelieu. Il est également le demi-frère du marquis Antoine d'Houdancourt et le frère des évêques de Mende, de Saint-Flour et de Rennes.

### Début de carrière contre les Protestants
Il embrasse très jeune la carrière des armes. Dès 1622, alors qu'il n'a que 17 ans, il s'engage contre les protestants parmi les chevau-légers du duc de Mayenne, aux sièges de Nègrepelisse, de Saint-Antonin, de Sommières, de Lunel, et au siège de Montpellier contre les Protestants. Le 15 septembre 1626, il se trouve au combat naval où le duc Henri II de Montmorency bat les Rochellois et contribue à chasser les Anglais de l'Île de Ré, le 8 novembre 1627.
En 1629, il participe aux sièges de Soyon, de Pamiers, de Réalmont, de Saint-Sever, de Castelnau, et de Privas. Il concourt à l'attaque de Pignerol en 1630, de Brigneras, du pont de Carignan, où il est blessé le 6 août. Fidèle au roi, il prend part à la bataille de Castelnaudary le 1er septembre 1632, auprès du maréchal de Schomberg. Il obtient la même année le gouvernement de Bellegarde.

## Dans les armées de Bourgogne et d'Allemagne
Nommé maître de camp du régiment d'infanterie de La Mothe-Houdancourt qu'il lève en 1633, il assiste au siège de Nancy, participe aux combats d'Avein le 20 mai 1635, au siège de Louvain et à la prise du fort de Schenk. Il sert en qualité de sergent de bataille en 1636 dans l'armée de Bourgogne et secours Saint-Jean-de-Losne assiégée par le duc de Lorraine et le général Matthias Gallas.
Maréchal de camp en 1637, il commande un corps séparé de l'armée d'Allemagne et se signale à la tête de l'infanterie française au combat de Kintzingen. L'année suivante, il est employé à l'armée de Bourgogne sous le duc de Longueville. Il bat un corps ennemi à la bataille de Poligny, en 1638. En 1639, il défait le duc Savelli et se rend maître du château de Blâmont. Fait lieutenant général  en Bresse, le 20 avril, et capitaine d'une compagnie de gendarmes, il passe en Piémont à la mort du cardinal de la Valette, le 27 septembre. Il prend le commandement de l'armée en attendant l'arrivée du comte d'Harcourt.

## Contre l'Espagne
Sur l'ordre de ce nouveau chef, la Mothe-Houdancourt s'empare de Quiers à la vue de l'armée espagnole, dans la nuit du 24 octobre. Cependant d'Harcourt éprouve quelques défaites et l'armée, obligée de battre en retraite, eut essuyé de grandes pertes si La Mothe et l'arrière-garde n'avaient soutenu seuls pendant deux heures les attaques du marquis de Leganès, dont les troupes triomphantes étaient bien plus nombreuses.
La Mothe se trouve en 1640 à la bataille de Casal, au siège de Turin et aux deux combats livrés devant cette place. Sa belle conduite lors de la prise de Chieri le fait désigner pour un commandement supérieur. Promu lieutenant général des armées du roi en 1641, il est envoyé à l'armée de Catalogne sous les ordres du prince de Condé pour soutenir le soulèvement de la Catalogne. Cette province en lutte contre l'Espagne s'est donnée à la France, sous la réserve de conserver ses privilèges. La Mothe y mène 10 000 hommes de troupe, s'empare de Valls, de Lescouvette (sic), du fort de Salou, de la ville et du fort de Constantí, et assiège Tarragone, le 10 juin 1641. Mais cette ville continue d'être ravitaillée par la mer et il doit se retirer.
Au mois de septembre, il emporte d'assaut la ville de Tamarite en Aragon, revient devant Tarragone et marche au secours d'Almenas, assiégée par les Espagnols au commencement de novembre. Sa troupe étant moins forte que celle des assiégeants, il envoie dans la nuit cent chevaux avec toutes les trompettes et tous les tambours de son armée par les montagnes voisines, tandis qu'il débouche avec ses soldats dans une vallée opposée. Le bruit des trompettes attire les Espagnols du côté des montagnes et les Français s'emparent de leur camp, de leurs canons et de leur bagages.
En 1642, La Mothe, après avoir pourvu à la sûreté de ses conquêtes en Aragon, revient en Catalogne. En marchant sur Villelongue, il rencontre un parti espagnol qu'il défait. Pendant que le roi Louis XIII assiège Collioure, les Espagnols marchent au secours de cette place, le 24 mars. Le 28 mars, La Mothe remporte la bataille de Montmeló contre les troupes de Gerolamo Caracciolo, Marquis de Torrecuso. Il bat les Espagnols  près de la rivière de Martorell, en les surprenant au passage d'un défilé. Secondé par du Terrail, il force un corps ennemi de 3 600 hommes à mettre bas les armes. En récompense, il est créé Maréchal de France par le roi, le 2 avril suivant à Narbonne.

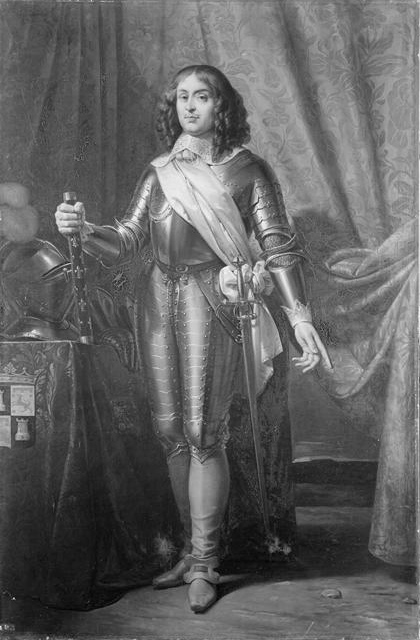
Portrait posthume de Philippe de la Mothe-Houdancourt, par Merry-Joseph Blondel.

Au mois de mai, il attaque et prend d'assaut la ville de Tamarite. Il est nommé vice-roi de Catalogne après le renvoi du maréchal de Brézé le 25 juin, et duc de Cardone (Cardona) au mois d'octobre. La Mothe fait lever le siège de Lérida. Le 7 octobre, Leganès s'avance pour le combattre avec 15 000 hommes, La Mothe, qui n'en compte que 12 000, prend position sur les hauteurs voisines, fait 700 prisonniers aux Espagnols, qui perdent en outre 3 000 hommes, tués ou blessés. La victoire est cependant exagérée, pendant la nuit les deux armées se retirent de ses positions. Ce n'est que le lendemain, après constatation que les espagnols ont décampé que la Mothe-Houdancourt se considère victorieux. Étrange victoire, car les espagnols ont capturé 3 facounneaux et ont perdu un petit canon au combat.
Le maréchal est reçu comme vice-roi à Barcelone au mois de décembre. Quoique inférieur en forces à l'armée espagnole, il se maintient en 1643, obligeant l'ennemi à lever le siège de Flix, de Mirabet et du cap de Quiers (Cadaqués). Sa chevauchée épique arrivant à Miravet 48 heures après avoir parti de Barcelone, sa victoire et son retour à Barcelone pour fêter la fin du Carnaval lui vaudront le surnom de "Vrai Démon" parmi les soldats hispaniques. Sur le plan du gouvernement politique, cette vice-royauté est le moment où les diverses coteries catalanes, formées durant l'interrègne entre le départ de Brézé et l'arrivée de La Mothe, sous la houlette de l'intendant Argenson, s'exacerbent et s'affrontent dans la course aux bienfaits royaux. La question des confiscations a un rôle essentiel : le départ de beaucoup de Catalans favorables à Philippe IV a entraîné la saisie de leurs biens, que les Catalans pro-français veulent s'approprier avec l'argument qu'ils méritent d'être récompensés pour leur fidélité. Alors que le don de ces biens, parcelle du pouvoir régalien, ne peut se faire que par le roi et par lettres patentes solennelles, et que la cour hésite à les distribuer de peur de créer des jalousies, La Mothe et son entourage prennent divers expédients pour s'assurer les revenus de ces patrimoines. Dans les faits, c'est la coterie menée par Joseph de Margarit, gouverneur de Catalogne et ami personnel du maréchal, qui bénéficie des faveurs du pouvoir. 
En 1644, les Espagnols, commandés par Philippe de Silva viennent mettre le siège devant Lérida. La Mothe marche contre eux, mais le désordre se répand dans ses troupes. Il est battu le 15 mai. Lérida se rend aux Espagnols le 31 août. Ce terrible revers vient s'ajouter au discrédit dont le maréchal était victime depuis quelque temps. D'une part, son protecteur et parent Richelieu étant mort, un nouveau groupe détenait désormais le pouvoir : Mazarin, le nouveau maître, avait fait remplacer le secrétaire d'Etat de la guerre, Desnoyers, lui aussi parent de La Mothe, par Michel Le Tellier. D'autre part, les Catalans fidèles à la France mais désavantagés par la répartition des faveurs multipliaient les accusations contre le maréchal dans de nombreux pamphlets envoyés à la reine et à Mazarin. Dans une ambiance proche des mécontentements nobiliaires français à la veille de la Fronde, la noblesse catalane déplorait que la France n'ait pas réussi à créer une véritable fidélité. À côté de cela, enfin, des accusations plus graves encore : La Mothe était accusé d'avoir mené, ou du moins couvert, une malversation monétaire consistant à détourner les bonnes pièces envoyées pour le paiement des armées en les changeant par de la monnaie de billon et en faisant un bénéfice sur le métal précieux récupéré. 
La Mothe, ennemi de Le Tellier, commet alors la maladresse de rejeter la faute de la défaite de Lleida sur ce ministre, disant qu'il avait volontairement retardé l'envoi des secours afin de faire rater l'offensive. La colère de Mazarin ne tarde pas à arriver, puis la disgrâce. La vice-royauté de Catalogne lui est retirée le 24 décembre, puis le duché de Cardona, et il est arrêté le 28 du même mois. Il est alors enfermé au château de Pierre Encise, puis subit plusieurs procès devant des tribunaux différents. Parmi ses accusations, il ne sera disculpé par le parlement de Grenoble qu'en 1648, et sort de Pierre-Encise au mois de septembre de cette année, après quatre années de détention.
La Mothe-Houdancourt se retire d'abord dans ses terres mais, lorsque les troubles de la Fronde éclatent, il se range parmi les mécontents qui demandent l'éloignement de Mazarin, en 1649. Le cardinal de Retz le représente comme « enragé contre la cour ». Le 22 février 1649, la cour lui enlève ses régiments. 
Rentré dans le devoir, on lui rend la vice royauté de Catalogne, après la démission du duc de Mercœur, le 15 novembre 1651, avec le commandement de l'armée et ses deux régiments. En outre, le duché de Cardone est érigé en pairie en avril 1652. Le 23 du même mois, il force les lignes de fortification élevées devant Barcelone, et se jette dans la place, où il se défend pendant plusieurs mois. La disette l'oblige à se rendre le 13 octobre.
La prise de Barcelone fait perdre la Catalogne à la France et au maréchal de La Mothe, son duché de Cardone, mais sa terre du Fayel est élevée en duché-pairie en janvier 1653. Au mois de mai, il se démet de la vice-royauté de Catalogne, du commandement de l'armée, et rentre à Paris.

## Mariage et descendance
Il épouse le 21 novembre 1650 à Saint-Brice en Auxerrois, Louise de Prie (1624-1709), marquise de Toucy et gouvernante des enfants de France. De ce mariage naîtront trois filles :
1. Françoise-Angélique (1650-1711), duchesse d'Aumont par son mariage avec Louis-Marie-Victor d'Aumont.
2. Charlotte-Éléonore-Madeleine (1651-1744), Duchesse de Ventadour par son mariage avec Louis-Charles de Lévis, gouvernante de Louis XV et de ses enfants
3. Marie-Isabelle-Angélique (ou Marie Gabrielle Angélique) (1654-1726), Duchesse de la Ferté-Senneterre par son mariage avec Henri-François de Saint-Nectaire.

## Armoiries
| Figure | Blasonnement |
|        | Écartelé: aux 1 et 4, d'azur, à une tour d'argent (de la Mothe); aux 2 et 3, d'argent, à un lévrier rampant de gueules, colleté d'azur, bordé et bouclé d'or, accompagné de trois tourteaux de gueules (Houdancourt). |

## Source
- Daniel Aznar, Gloria y desgracia de un virrey francés de Cataluña, el mariscal de La Mothe-Houdancourt. 1640-1644, Pedralbes, Revista d’Història Moderna, 2006, no 26, p. 189-261. http://www.raco.cat/index.php/Pedralbes/article/viewFile/122929/170206..
- Sylvain Chevauché, Confiscations en Catalogne française (1642-1644) : la faveur royale loin du roi, Perpignan, septembre 2013. https://www.academia.edu/4629679/Confiscations_en_Catalogne_francaise_1642-1644_La_faveur_royale_loin_du_roi
- Louis Moreri, Jean Le Clerc, Le grand dictionnaire historique sur le mélange curieux de l'Histoire sacrée et profane, Volume 3, Paris, 1693, p. 572-573
- Nouvelle biographie universelle générale, publié sous la direction de M. le Dr Hoefer, de Nouvelle biographie, 1859, p. 248